# Secu, Caraș-Severin
Secu este o localitate componentă a municipiului Reșița din județul Caraș-Severin, Banat, România. Are o populație de 485 locuitori (2002).

## Istorie

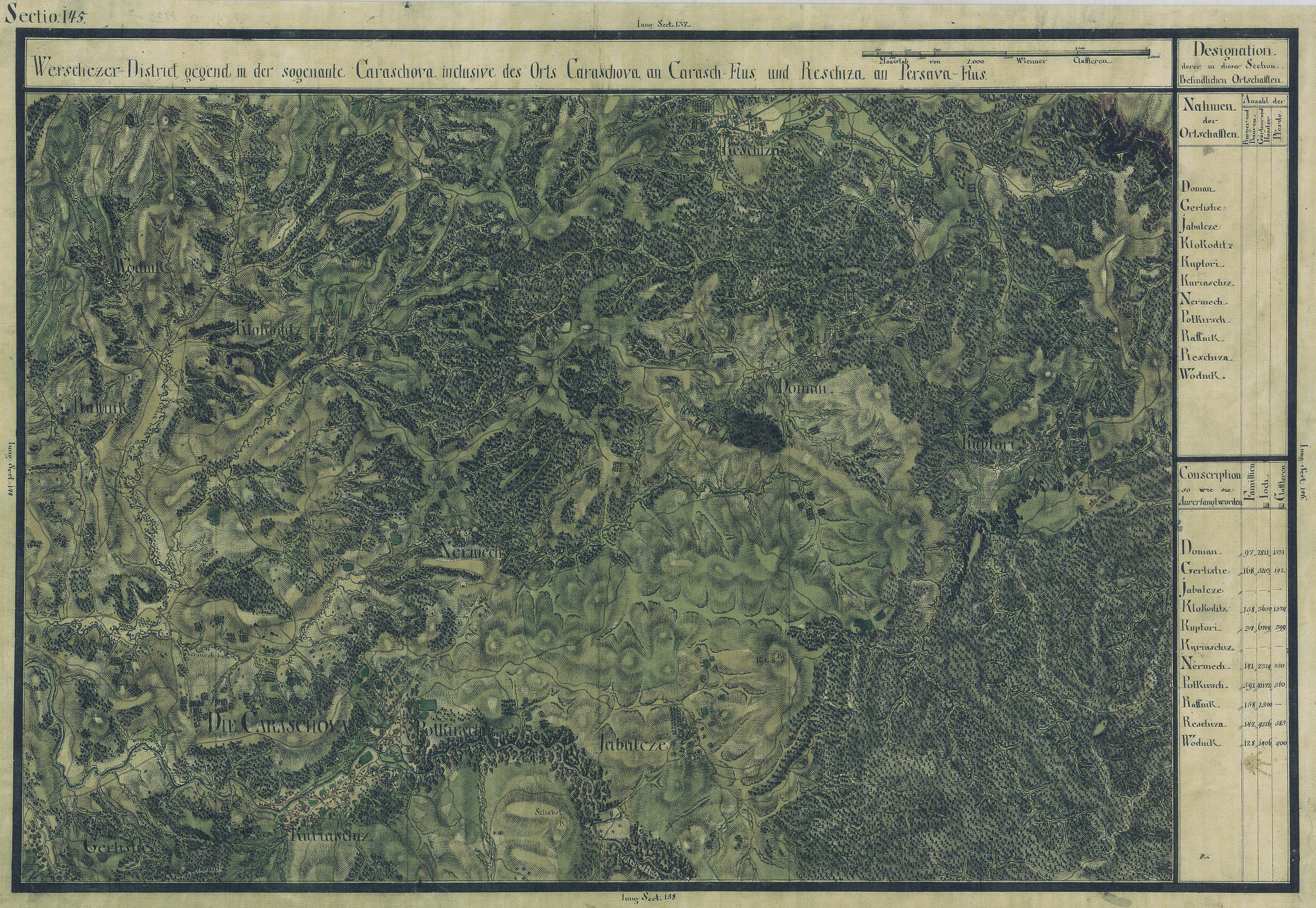
Secu în Harta Iosefină a Banatului, 1769-72

Descoperirea cărbunilor din piatră în zona Cuptoarea, dealul Secul s-a făcut în anul 1795. Apoi cu ani mai târziu, odată cu începerea scoaterii cărbunilor, se pun bazele coloniei miniere cu același nume Secul. La început a avut numai puține case, mai mult colibe improvizate și a fost puțin populat de către minieri, aduși din fosta Ungarie Superioară, astăzi Slovacia. Primul arendaș al exploatării cărbunilor a fost reșițeanul Herglotz Georg, care a deschis galeriile: Ion Nepomuk (dupa Sf. Ion Nepomuk din Slovacia) și Sf. Gheorghe din valea Râului Alb. Pe drept îl putem socoti întemeietorul satului minier Secul. De altfel i-a rămas numele, dealul cu mina numindu-se “Dealul Herglotz”. Mărindu-se apoi această colonie cu minieri străini aduși din Austria, în mod deosebit din provincia austriacă “Steiermark”, din Cehia, respectiv “Zips”, din Slovacia și Italia. Pe măsura cresterii exploatării, societatea St.E.G. ce o avea în proprietate a construit așa zisele case de coloniști de câte două apartamente, iar în anul 1870 a distribuit minerilor cu o vechime mai mare terenuri (“platzuri”) pentru construit case. 
În anul 1862, colonia Secul a fost adaugată satului Cuptoarea devenind o unitate administrativă nouă: Cuptoarea-Secul (Kuptore-Szekul în l. maghiară). Numele de la înființare a fost Szekul, iar din anul 1918 Secul.
Școala din Secul a fost înființata în 1898, și până în 1918, se învața în l.maghiară; Biserica din Secul s-a construit între 1865-1868, de către Societatea St.E.G.(Societatea Austro-Ungara a căilor ferate de stat) în cinstea Sf. Varvara, patroana minerilor. 
Din consiliul bisericesc între 1935-1945, au făcut parte: Patocska, Hudak, Kolman, Bubanschy, Bucko, Metzner, Patzofschy, Hirsch (sh), Grando, s.a;
În 1948 autoritățile vremii fac naționalizarea, și desfințeaza micile dughene din Secul: Hirsh, Kindl, măcelaria Pokorny, birturile: Csistyan, Manescu, Kindl, Khis.
În 1963 se închide mina Secul, mai erau în Cuptoare-Secul 1539 locuitori.
În anul 1968, autoritățile vremii, desfințeaza comuna Cuptoare-Secul și trimit cele doua sate în administrarea primăriei din Reșița.
Ultimul recensamant din anul 2002, înscrie în Secul 485 locuitori.